# 拉夫特維爾 (密蘇里州)
拉夫特維爾（英語：Raftville）是位於美國密蘇里州德克薩斯縣的鬼鎮。

## 歷史
拉夫特維爾的郵局於1916年設立，其後於1933年停運。

## 地理
拉夫特維爾所處的海拔為高於海平面315米（即1034英呎），而該地所採用的時區為UTC-6，即北美中部時區（CST）。同時該地設有夏令時間，為UTC-6調快一小時，即UTC-5（CDT）。